# Frea barbertoni
Frea barbertoni är en skalbaggsart som först beskrevs av William Lucas Distant 1898.  Frea barbertoni ingår i släktet Frea och familjen långhorningar. Inga underarter finns listade i Catalogue of Life.